# Walter Pollux
Il Walter Pollux era un motore aeronautico radiale 9 cilindri raffreddato ad aria sviluppato dall'azienda cecoslovacca Walter Engines nei primi anni trenta.
Introdotto sul mercato nel 1936, il Pollux adottava delle soluzioni tecniche comuni ad altri motori radiali della sua epoca quali l'adozione della distribuzione a valvole in testa e la trasmissione diretta del moto all'elica. Negli anni successivi il Pollux si giovò di alcuni sviluppi che permisero di aumentare gli originari 320 CV (235 kW) (380 CV (279 kW) al decollo) ai 360 CV (265 kW) (480 CV (353 kW) al decollo) sviluppati dal Pollux IIR, caratterizzato dalla trasmissione del moto all'elica interposta da un riduttore di velocità epicicloidale.

## Versioni
Pollux
versione a presa diretta, potenza erogata 320 CV (235 kW) normale, 380 CV (279 kW) al decollo.
Pollux II
versione a presa diretta, potenza erogata 340 CV (250 kW) normale, 450 CV (331 kW) al decollo.
Pollux IIA
versione a presa diretta, potenza erogata 340 CV (250 kW) normale, 450 CV (331 kW) al decollo.
Pollux IIR
versione dotata di riduttore di velocità, rapporto di riduzione 0,666:1, potenza erogata 360 CV (265 kW) normale, 480 CV (353 kW) al decollo.

## Velivoli utilizzatori
(lista parziale)
 Cecoslovacchia
- Aero A-204
- Avia B-122
- Praga E-241

 Germania
- Fieseler F 2 Tiger